# Rhytisma fuscum
Rhytisma fuscum är en korallart som först beskrevs av Thomson och Henderson 1906.  Rhytisma fuscum ingår i släktet Rhytisma och familjen Alcyonidae. Inga underarter finns listade i Catalogue of Life.